# Trychosis coxalis
Trychosis coxalis là một loài tò vò trong họ Ichneumonidae.